# Atlas Weekend 2018
Фестиваль Atlas Weekend 2018 відбувся з 3 по 8 липня 2018 року у Києві на ВДНГ.

## Перебіг

### Квитки
Продаж квитків на фестиваль було розпочато ще до закінчення Atlas Weekend 2017, але без уточнення дат проведення. Восени 2017 року організатори повідомляли про проведення фестивалю з 4 по 8 липня, однак на онлайн-конференції для газети Комсомольская правда 23 березня 2018 року, Влад Фісун і Дмитро Сидоренко оголосили, що почнеться фестиваль 3 липня і це буде безкоштовний день, який фінансуватиме Київська міська рада, завдяки чому фестиваль тривав 6 днів. У травні 2018, журнал Gigwise включив Atlas Weekend до списку «39 кращих фестивалей світу в 2018 році».

### Пільги
Пільги на вхід надавались дітям до 12 років (у супроводі дорослих), особам, старше 65 років та з інвалідністю 1-ї групи, учасникам АТО, пораненних в бою.

### Особливості
Нововведенням стали VIP-квитки, які дають прохід до критої стоячої зони біля головної сцени, окремий вхід та парковку. Покращена зона кемпінгу Z-CAMP відповіла стандартам європейських фестивалів: огороджена територія з цілодобовою охороною матиме душові та туалети, місця для підзарядки мобільних телефонів, камера зберігання, власна сцена Z-Avenue і магазин.

### Рекорди
В перший день, 3 липня, на фестиваль прийшло більше 154 тисяч відвідувачів, а за всі дні подію відвідало 527 870 людей, що побило торішній фестивальний рекорд по відвідуваності ВДНГ.

## Лайн-ап
Першим оголошеним хедлайнером фестивалю став англійський гурт The Chemical Brothers, які виступили 7 липня. Серед інших учасників Lost Frequencies, LP, Nothing but Thieves, In This Moment, ЛСП, Skillet, Pianoбой, Бумбокс, Курган і Агрегат, ЯрмаК, Panivalkova, Марія Чайковська, Сансара, СКАЙ, Escimo Callboy, Мартін Гаррікс, 5'nizza.

#### Відміни
В перший день фестивалю організатори повідомили про відміну виступу британця Тома Одéлла, однак запевнили, що він виступить на наступному фестивалі.